# Sans bosse et à courtes cornes
Le rameau bovin sans bosse et à courtes cornes est un groupe de races bovines issus de l'Afrique de l'ouest.

## Origine
De récentes découvertes génétiques et archéologiques attestent de la domestication de Bos primigenius, l'aurochs, en Afrique. Ce rameau bovin élevé pendant plusieurs millénaires en Afrique équatoriale, s'est adapté aux rudes conditions de vie locales. Certaines races de ce rameau sont devenues presque naines. (lagune)

## Races apparentées
Races apparentées : 
- Bakosi
- Bakweri
- Baoulé
- Doayo
- Ghana shorthorns
- Kapsiki
- Lagune
- Moutourou nain du Ghana
- Moutourou nain du Libéria
- Moutourou des savanes du Nigéria
- Moutourou des forêts du Nigéria
- Lobi
- Logone
- Sheko
- Somba